# Lipia (okręg Ilfov)
Lipia – wieś w Rumunii, w okręgu Ilfov, w gminie Gruiu. W 2011 roku liczyła 2272 mieszkańców.